# Ernst-Barlach-Schule
Ernst-Barlach-Schule, nach dem Bildhauer Ernst Barlach, ist der Name folgender Schulen, unabhängig von der Schulform:
- Ernst-Barlach-Gymnasium (Castrop-Rauxel)
- Ernst-Barlach-Gesamtschule (Dinslaken)
- Ernst-Barlach-Schule in Herford
- Ernst-Barlach-Gymnasium Kiel
- Ernst-Barlach-Gymnasium Schönberg in Schönberg (Mecklenburg)
- Ernst-Barlach-Schule in Quickborn
- Ernst-Barlach-Realschule, ehemalige Schule in Ratzeburg
- Ernst-Barlach-Gymnasium Unna
- Ernst-Barlach-Gemeinschaftsschule Wedel